# Чернобровкинский сельский совет (Путивльский район)
Чернобровкинский сельский совет (укр. Чорнобривкинська сільська рада) — входит в состав
Путивльского района
Сумской области
Украины.
Административный центр сельского совета находится в 
с. Чернобровкино
.

## Населённые пункты совета
- с. Чернобровкино
- с. Голубково
- с. Ильинское
- с. Плотниково
- с. Суворово
- с. Трудовое